# Conistra sebdouensis
Conistra sebdouensis är en fjärilsart som beskrevs av Jules Leon Austaut 1880. Conistra sebdouensis ingår i släktet Conistra och familjen nattflyn. Inga underarter finns listade i Catalogue of Life.